# 第13回世界青年学生祭典
第13回世界青年学生祭典（13th World Festival of Youth and Students、제13차 세계청년학생축전）、通称平壌祝典（평양축전）は、1989年7月1日から7月8日にかけて、朝鮮民主主義人民共和国（北朝鮮）の平壌市を開催地に、「反帝国主義の連帯と平和親善」をスローガンに開催された世界青年学生祭典の大会である。

## 開催の経緯
もともと、北朝鮮は東側諸国ということもあって、1953年にブカレストで開催された第4回世界青年学生祭典に連動して、記念10ウォン切手を発行するなど、世界青年学生祭典に対して大規模な援助を行なっていた。
1981年、第24回夏季オリンピックの開催地が大韓民国ソウル特別市に決定して以降、北朝鮮はオリンピックの共同開催を強硬に主張し始め、青春街スポーツ村の整備を行ない、1987年8月には五輪マークをあしらった金日成競技場の切手を発行するなど、共同開催が可能であることをアピールした。だが、1987年10月に共同開催案は頓挫。そこでソウルオリンピックに対抗すべく、青春街スポーツ村の競技場を転用できる世界青年学生祭典の開催を決定したとされている。

## 参加国

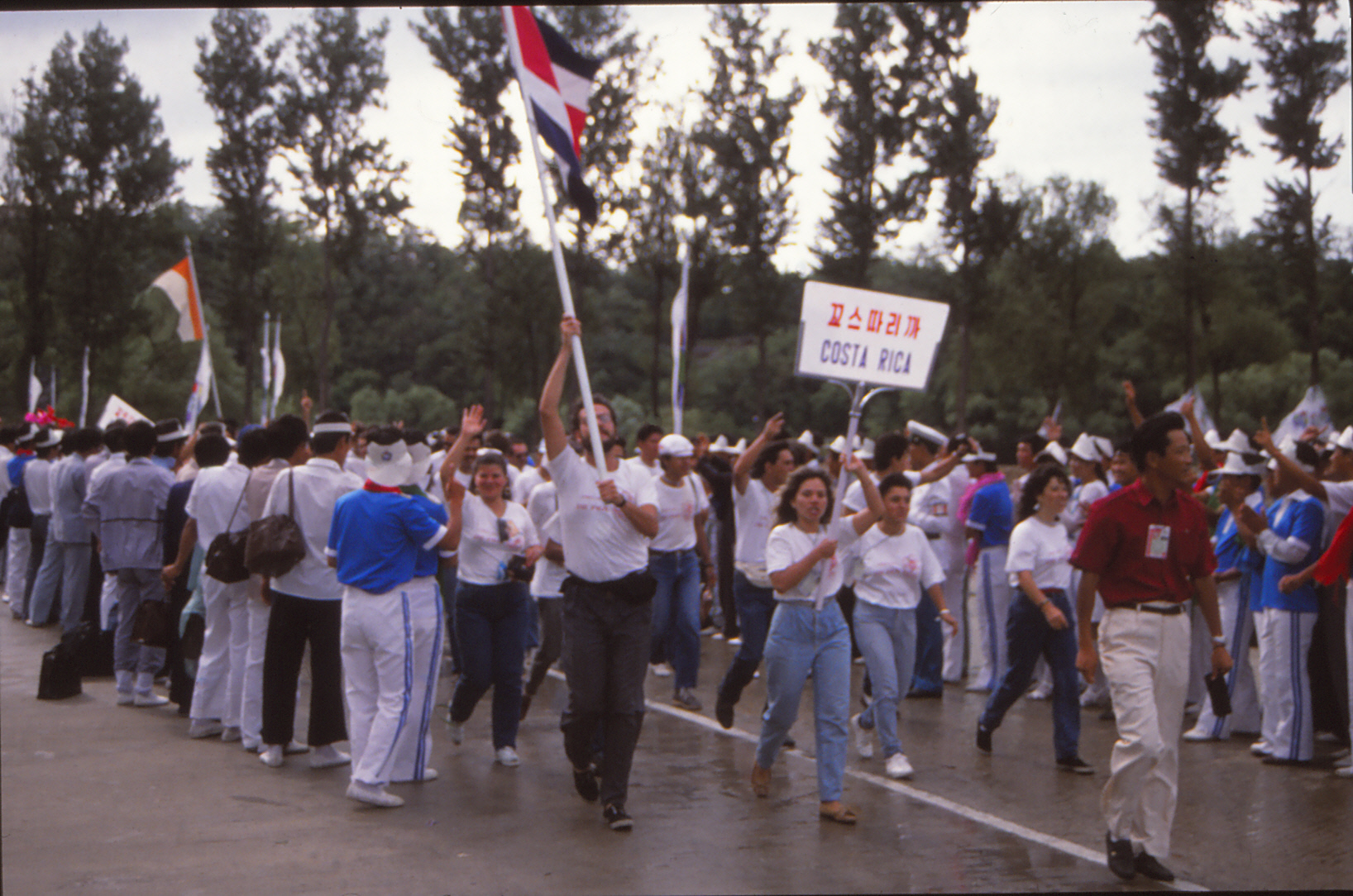
開会式に向かうコスタリカ代表団。奥にはアイルランドの国旗が見える。

180カ国と約60の国家・地域機構祝典代表者、国家首班をはじめとする多くの賓客が来訪したと発表された。なお、グリーンランド、ルムンバ友好大学、西ベルリンも1国としてカウントされている。ソウルオリンピックに北朝鮮が不参加を表明したのに対し、第13回世界青年学生祭典へは韓国の学生運動家林秀卿が参加しており、北朝鮮は全民族の参加により祭典が実行されたことをアピールした。
日本からは総評青年局長を団長とする「特別交流団」が、自治労系の旅行会社の主催の元、日教組、国労などの労働組合から召集された90名により組織され、事実上の研修として派遣された。朝鮮総連は、祭典用に100億円の上納金を割り当てられ、2,000人ともいわれる青年や夫人を支援要員として平壌に送った。彼らは資材や機器、設備類を持参して、祭典中の自動車整備センターや、屋台食品店の運営を担当（無料奉仕）した。

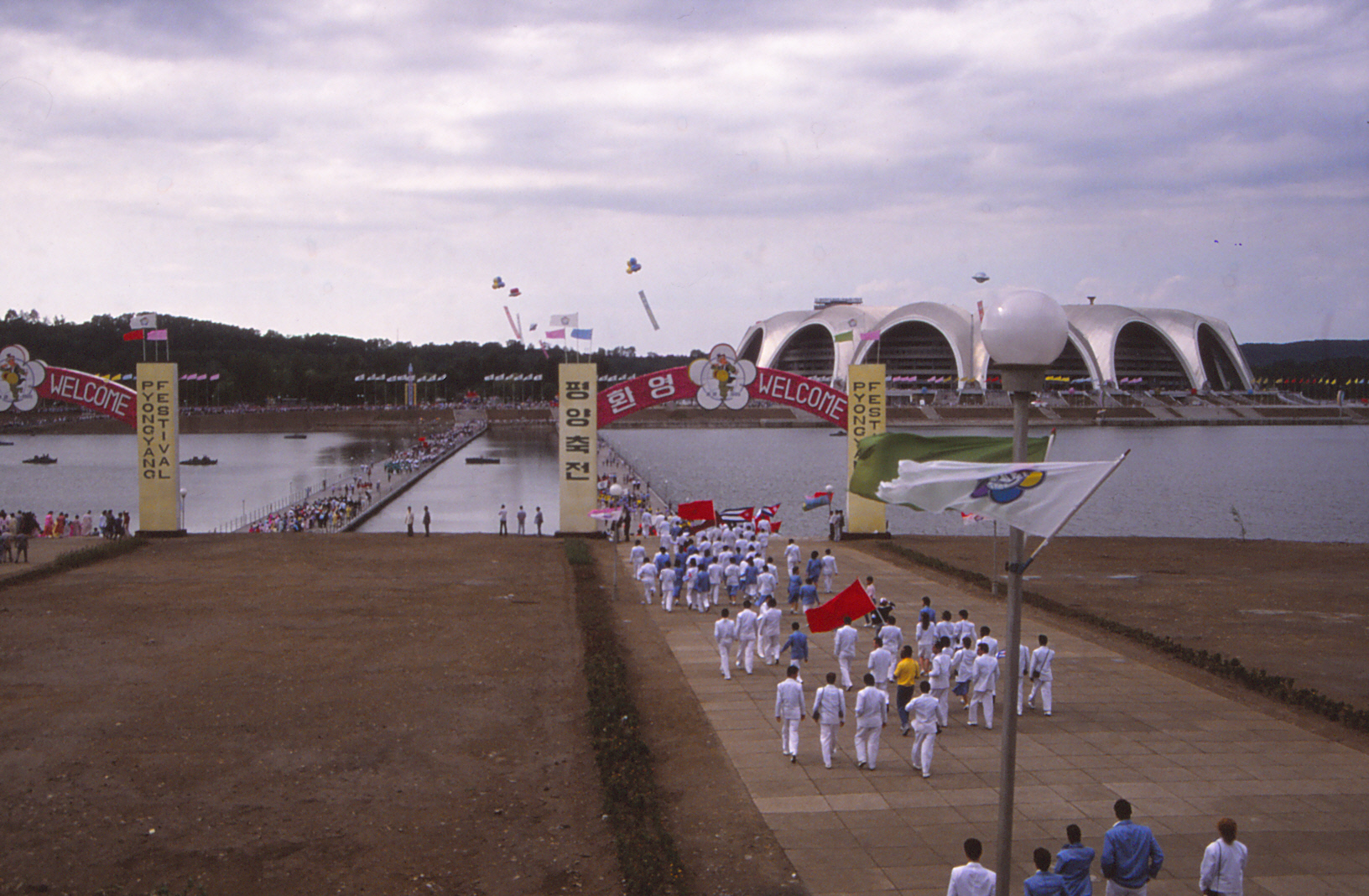
綾羅島メーデー・スタジアムの入り口に設けられた特別門
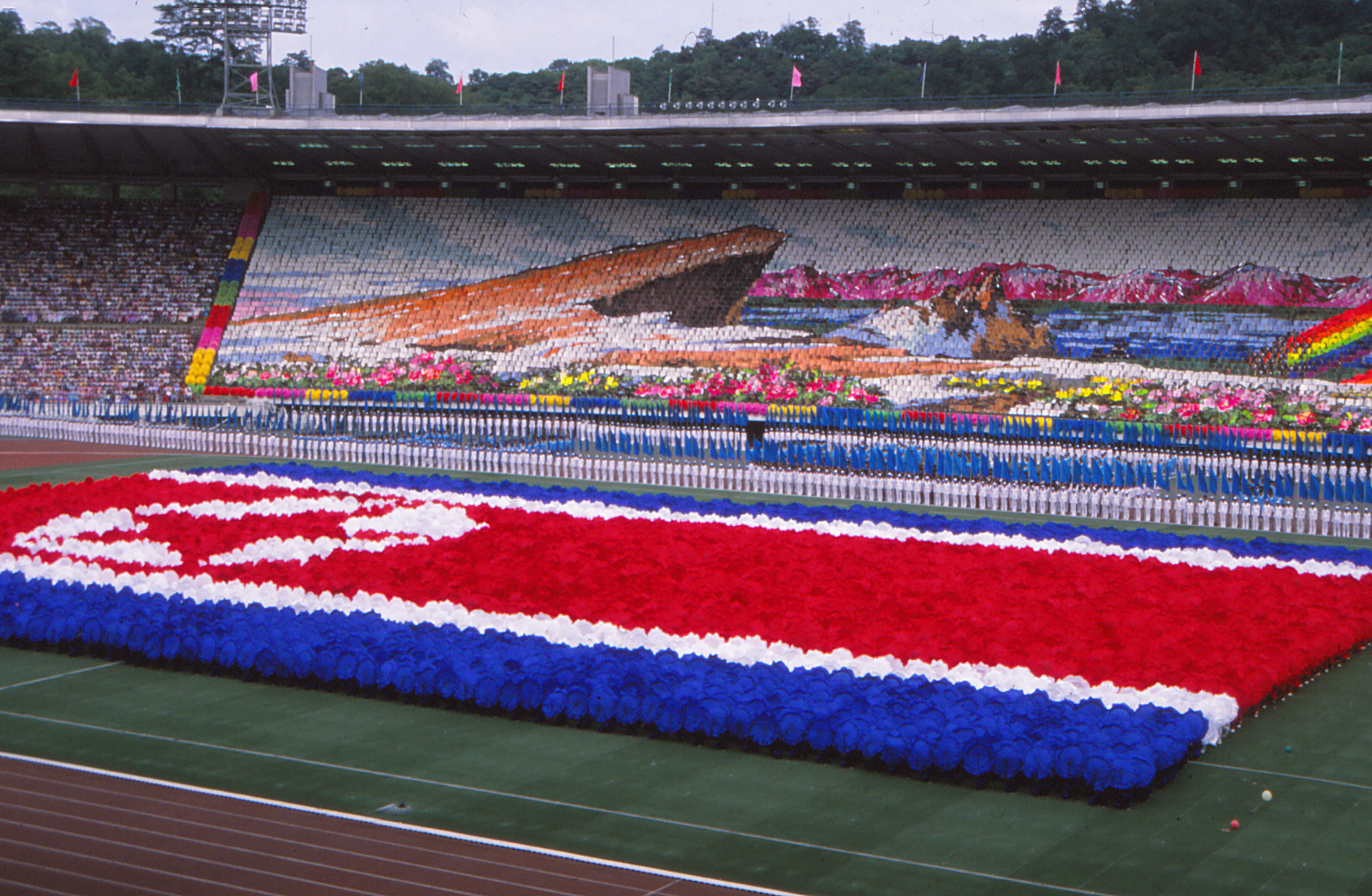
開会式では大規模なマスゲームが行われた。
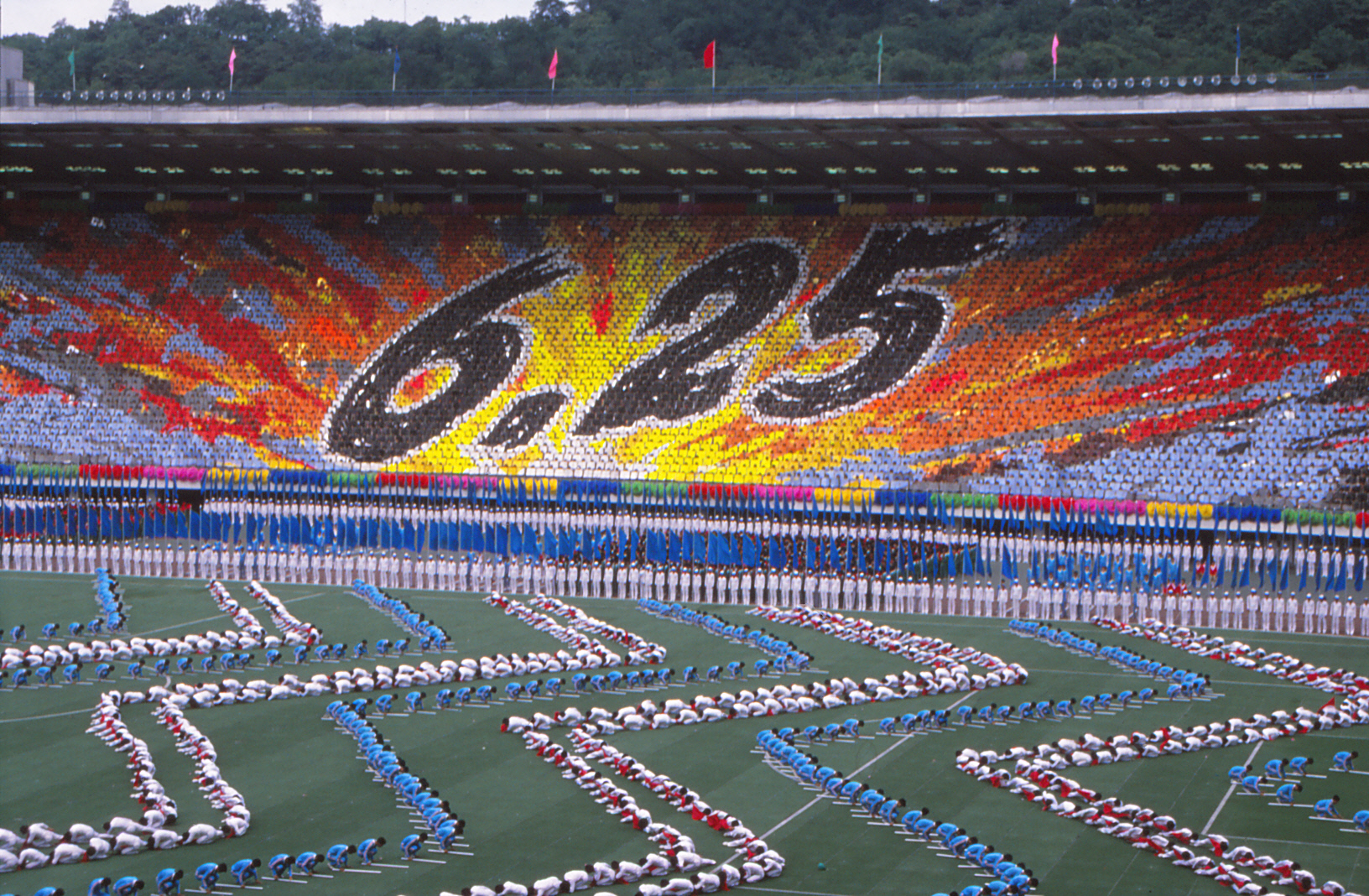
マスゲームの一シーン。「6月25日」は、朝鮮戦争（祖国解放戦争）の開戦日である。

## 影響

### 経済
祭典の開催に伴い、青春街スポーツ村や綾羅島5月1日競技場、柳京ホテルなどの施設が建設されたが、これらには当時の北朝鮮の国民総生産（GNP）に匹敵するともいわれる約47億ドルが投入された。結局、柳京ホテルは間に合わず、両江ホテルと西山ホテルが建設された。また、これらのインフラ整備に多くの債務が残り、柳京ホテルに至っては完成せずに2020年代も建設中止と再開を繰り返している。
北朝鮮は、GNPが300億ドルしかないのに大規模なスタジアムや宿泊施設を建設し、世界190以上の国・地域から1万2,000人以上を無料で招待した。こうした浪費が北朝鮮経済が悪化した一因になったとの指摘もある。

### 外国人との交流
開催にあたり各国から大勢の若者が北朝鮮を訪れたが、特に東欧諸国の若者の開放的な恋愛観は、極めて封建的な恋愛しか知らなかった北朝鮮の若者に衝撃を与えた。以降、平壌を中心に「散歩」と称してデートをする若者が急増し、地方でも未婚の男女が公然と並んで歩く光景が見られるようになったという。
当時、人民武力部（現・国防省）保衛大学の研究室長だった康明道は、保衛大学長の韓ヨンチャンの指示で、30万ドル相当の日本製の盗聴器を購入した。しかし、韓ヨンチャンら保衛大学の主流派を追い出そうとする反主流派から、祭典の最中に無断で外国人に会ったという冤罪を被せられ、1990年3月に北倉強制収容所（第18号管理所）へ収容された。

## 記念発行物
1989年6月に記念5ウォン切手（大会ロゴと朝鮮語・英語で「第13回世界青年学生祭典」を表記）と記念10ウォン切手（大会ロゴとプラカードを背景に演説する青年）が発行され、記念スタンプも用いられた。
北朝鮮以外では、ソビエト連邦（ソ連）が大会ロゴをあしらった10コペイカ切手を発行したほか、ドイツ民主共和国（東ドイツ）が自由ドイツ青年団（FDJ）ペンテコステ（1989年5月12日-5月16日）記念25ペニヒ切手とセットになった20ペニヒ切手を1989年5月9日に発行した。

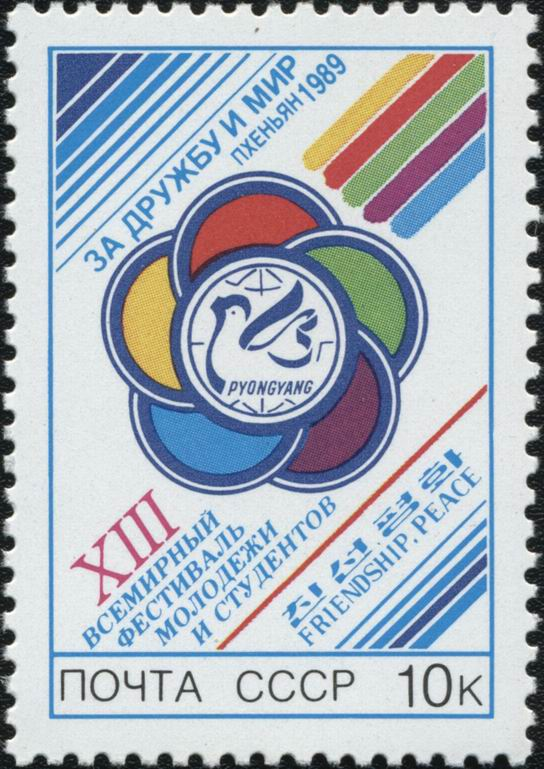
ソ連が発行した10コペイカ切手